# Alfredo Pitto
Alfredo Pitto (født 25. maj 1906 i Livorno, død 16. oktober 1976 i Milano) var en italiensk fodboldspiller, som deltog i de olympiske lege 1928 i Amsterdam.
Pitto var midtbanespiller og begyndte sin seniorklubkarriere i Livorno, hvorfra han i 1927 skiftede til Bologna. Han var med til at vinde serie A i 1928-1929 med klubben. I 1931 skiftede han til ACF Fiorentina, hvor han spillede to sæsoner, inden han drog videre til Inter. I 1936 vendte han tilbage til Livorno for en enkelt sæson, inden han sluttede karrieren i Seregno i 1938. Han opnåede i alt 163 serie A-kampe samt 136 kampe i Divisione Nazionale (forgængeren for Serie A).
Pitto debuterede for det italienske landshold i januar 1928.
Han var med Italien til sommer-OL 1928 i Amsterdam. Her spillede han alle kampe, bortset fra den første mod Frankrig, som Italien vandt 4-3. Han var derfor med til i kvartfinalen at spille 1-1 mod Spanien samt vinde omkampen tre dage senere med 7-1, hvorpå Italien tabte i semifinalen mod Uruguay med 2-3. Uruguay vandt senere finalen mod Argentina, mens Italien i kampen om bronze besejrede Egypten med 11-3.
Frem til 1935 spillede Pitto i alt 29 landskampe og scorede to mål. Han spillede blandt andet flere kampe i den centraleuropæiske internationale turnering, som Italien vandt i 1930 og 1935. Han var ikke udtaget til det italienske hold, der blev verdensmestre i 1934.